# Емблема Лівії
Герб Республіки Лівія наразі відсутній.

## Національна перехідна рада
Герб Республіки Лівія, яку очолювала Національна перехідна рада, був представлений у вигляді двох кіл: на зовнішньому колі арабською та англійською мовами було написано «Лівія. Національна перехідна рада»; на внутрішньому — були зображені три смуги червоного, чорного і зеленого кольорів, що утворювали півмісяць, п'ятипроменеву зірку і три хвилясті смуги.

## Лівійська Арабська Джамахірія
Уряд Муаммара Каддафі та його прихильників використовують майже той самий герб, який використовувався, поки Лівія була частиною Федерації Арабських Республік. Поточний герб був прийнятий після виходу Лівії з Федерації в 1977 році. Зелений колір був з одного боку символом Зеленого плаща пророка Мухаммеда, а з другого — символом Зеленої революції полковника Каддафі.
Яструб, що був зображений на гербі, був емблемою роду пророка Мухаммеда. Фраза اتحاد الجمهوريات العربية (ittiħād al-jumhūriyyāt al-`arabiyya «Федерація арабських республік»), написана на стрічці, що стиснута пазурами яструба.

Герб Королівства Лівія (1952—1969 рр.)
Герб Лівії у період 1969—1971 рр.
- Герб Лівії у період 1972—1977 рр.